# بليموث ديفونبورت (دائرة انتخابية في المملكة المتحدة)
بليموث ديفونبورت (بالإنجليزية: Plymouth, Devonport)‏ هي إحدى الدوائر الانتخابية في المملكة المتحدة الممثلة في مجلس العموم في برلمان المملكة المتحدة.
عضو البرلمان الذي يمثلها حالياً هو :Alison Seabeck (Lab).